# Polizeiruf 110: Pech und Schwefel
Pech und Schwefel ist ein Fernsehfilm aus der ARD-Krimireihe Polizeiruf 110. Der Film wurde im Auftrag des BR unter der Regie von Klaus Krämer produziert und am 4. Mai 2003 erstmals in der ARD als 249. Folge der Krimireihe ausgestrahlt. Es ist der neunte Fall des Münchner Polizeiruf-Ermittlers Jürgen Tauber und der sechste Fall für seine Kollegin Jo „Josephine“ Obermaier.

## Handlung
Nachdem auf einer Baustelle die verkohlte Leiche eines Jungen gefunden wird, ermitteln die Kriminalhauptkommissare Jürgen Tauber und Jo Obermaier den Fall. Augenscheinlich hat jemand, sehr wahrscheinlich das Opfer selber, ein Feuer gemacht, das dann außer Kontrolle geraten war.
Anhand des Zahnprofils kann die Leiche dem vierzehnjährigen Leo Gasner zugeordnet werden. Seine Eltern sind entsetzt und können sich nicht erklären, was der Junge allein auf der Baustelle wollte.
Der beste Freund von Leon war Pepe Seibt, der angibt ihn am Nachmittag des Brandes zuletzt gesehen zu haben. Tauber ist sich sicher, dass der Junge mehr weiß, als er den Ermittlern sagt. Tauber versucht das Vertrauen des verstörten Jungen zu gewinnen, was ihm nur mühsam gelingt. Mit viel Verständnis nähert er sich Pepe und entwickelt ein fast väterliches Verhältnis zu ihm.
Anhand der Sachlage ist sicher, dass im Fall Leo Gassner eine Brandstiftung mit Todesfolge ohne Fremdverschulden vorliegt. Für Obermaier wäre der Fall damit abgeschlossen. Tauber macht sich jedoch große Sorgen um Pepe, da er spürt, wie sehr der Junge unter dem Tod seines Freundes leidet und möglicherweise auch Schuldgefühle hat, die ihn belasten. Wenn er mitschuldig ist an der Brandstiftung, käme möglicherweise eine Haftung für den entstandenen Schaden in Millionenhöhe auf seine Familie zu. Nachdem sich ein Zeuge meldet, der die beiden Jungen in einem Kino gesehen hat, wie sie sich dort verstecken wollten, um sich einen Horrorfilm anzusehen, ist Tauber klar, dass er den Jungen mit seinem Problem nicht allein lassen kann. 
Pepe ist inzwischen mit seiner Mutter in die Berge gefahren, weil sie bemerkte, dass der Junge immer verschlossener wird. Sie hofft, dass er so ein wenig zur Ruhe kommt. Tauber und Obermaier reisen
den beiden nach und können Pepe gerade noch daran hindern, sich umzubringen. So bricht er sein Schweigen und redet sich von der Seele, was ihn so sehr belastet: Er wollte in der Nacht mit Leo ein Feuer machen und plötzlich hätte es einen Knall gegeben und er konnte seinem Freund nicht mehr helfen.

## Kritik
Die Kritiker der Fernsehzeitschrift TV Spielfilm werten anerkennend: „Ein ruhiges Krimidrama mit intensiven Momenten.“